# NGC 3860B
NGC 3860B је галаксија у сазвежђу Лав која се налази на NGC листи објеката дубоког неба.
Деклинација објекта је + 19° 46' 24" а ректасцензија 11h 44m 47,6s. Привидна величина (магнитуда) објекта NGC 3860 износи 14,2 а фотографска магнитуда 15,2. NGC 3860B је још познат и под ознакама MCG 3-30-87, CGCG 97-114, PGC 36565.